# 東岩瀬駅
東岩瀬駅（ひがしいわせえき）は、富山県富山市岩瀬御蔵町にある、富山地方鉄道富山港線の駅である。駅番号はC37。

## 歴史
- 1924年（大正13年）9月20日：富岩鉄道の越中岩瀬駅として富山県上新川郡東岩瀬町大字西ノ宮に開業する[2]。旅客のみ取扱う[3]。岩瀬港駅の位置に不便を感じていた旅客の要望により新設された[4]。
- 1929年（昭和4年）5月10日：貨物の取扱を開始する[3]。東岩瀬町の工業地帯化に伴う貨物需要の増加による措置であった[5]。
- 1936年（昭和11年）12月27日：当駅 - 高等学校前駅間に西ノ宮信号場が開業する[6]。
- 1939年（昭和14年）2月8日：当駅 - 高等学校前駅間の西ノ宮信号場が日満工場前駅として開業する[3]。
- 1941年（昭和16年）12月1日：富岩鉄道の富山電気鉄道への路線譲渡により同社富岩線の駅となる[7]。
- 1943年（昭和18年）
  - 1月1日：富山電気鉄道の富山地方鉄道への改称により、同社富岩線の駅となる[7]。
  - 6月1日：富山地方鉄道富岩線の国有化により、鉄道省（国鉄）富山港線の駅となる[8]。当駅においては一般運輸営業を行う[8]。
- 1950年（昭和25年）5月20日：東岩瀬駅に改称する[9]。同時に、北陸本線東岩瀬駅が東富山駅に改称した[9]。
- 1969年（昭和44年）10月1日：手荷物及び小荷物の配達取扱を廃する[10]。
- 1970年（昭和45年）3月30日：駅前に歩道橋が建設される[11]。
- 1972年（昭和47年）10月2日：旅客及び専用線発着車扱貨物を取扱う駅となる[12]。同時に駅員無配置駅となる[13]。
- 1984年（昭和59年）2月1日：専用線発着車扱貨物の取扱を廃止する[14]。
- 1987年（昭和62年）4月1日：国鉄分割民営化により、西日本旅客鉄道（JR西日本）の駅となる[3]。
- 2006年（平成18年）
  - 3月1日：西日本旅客鉄道（JR西日本）の駅としては廃止となる[7]。
  - 4月29日：富山ライトレールの駅として再開業する[7]。
- 2020年（令和2年）2月22日：富山ライトレールが富山地方鉄道に吸収合併されることに伴い、再び富山地方鉄道の駅となる[15][16]。

## 駅構造

### LRT化後
千鳥式ホーム2面1線の地上駅である。駅構内には御蔵町踏切がある。
富山港線のLRT化によりホームは低床ホームとなっており、旅客上屋等の設備が設けられている。

#### のりば
| のりば | 路線      | 方向 | 行先       |
| ------ | --------- | ---- | ---------- |
| 1      | ■富山港線 | 下り | 岩瀬浜方面 |
| 2      | ■富山港線 | 上り | 富山駅方面 |

※同じ線路を用いるため、「方面別のりば」となっている。

### 普通鉄道当時
単式ホーム1面1線を有する地上駅であった。貨物取扱の行われていた時代には、駅舎反対側に側線を有し、貨車の留置に供用されていた。
木造平屋建の駅舎は1924年（大正13年）に竣工したもので、下見板張に大きな窓枠が廻らされている。富山港線各駅の駅舎は富山ライトレール移管時に取り壊されたが、この駅舎と富山ライトレール移管前に用いられていたホームは保存されており、駅舎内部には改札口や白熱灯等が残され、往時の写真が展示されている。2010年（平成22年）1月26日には富山県教育委員会によってとやまの近代歴史遺産百選に指定された。休憩所として用いられているほか、2016年（平成28年）7月9日からは岩瀬地区の老人が交流するサロンが駅舎内に開設され、ミニキッチンやカラオケ設備等が整備された。また、2007年（平成19年）には売店や車掌室のあった場所を改修し、便所が設備されている。
当駅と大広田駅（現・萩浦小学校前駅）との駅間距離は450mであり、これは日本国有鉄道や旅客鉄道線各社において最も短いものとして知られていた。

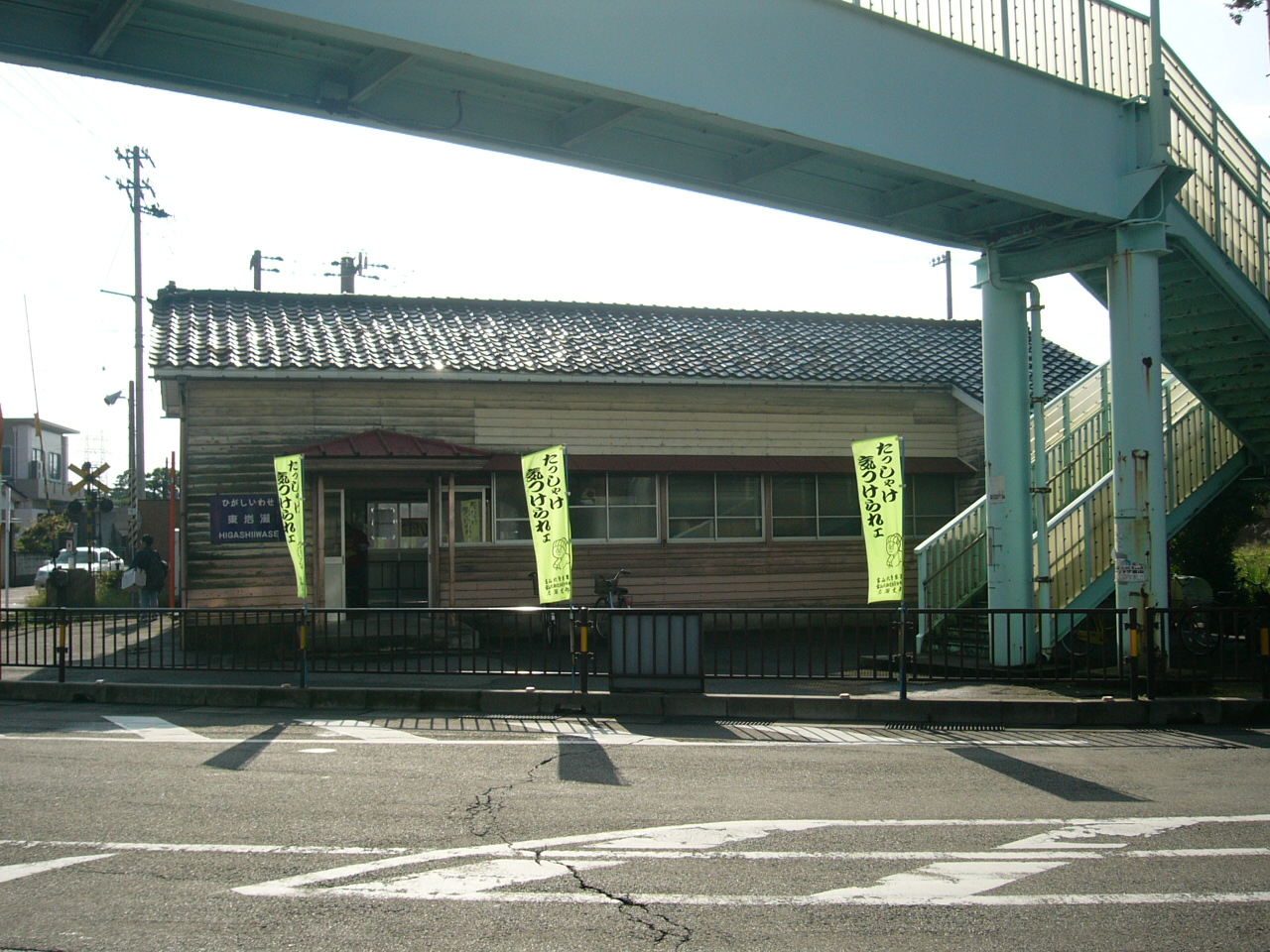
JR時代の東岩瀬駅 （2005年10月）
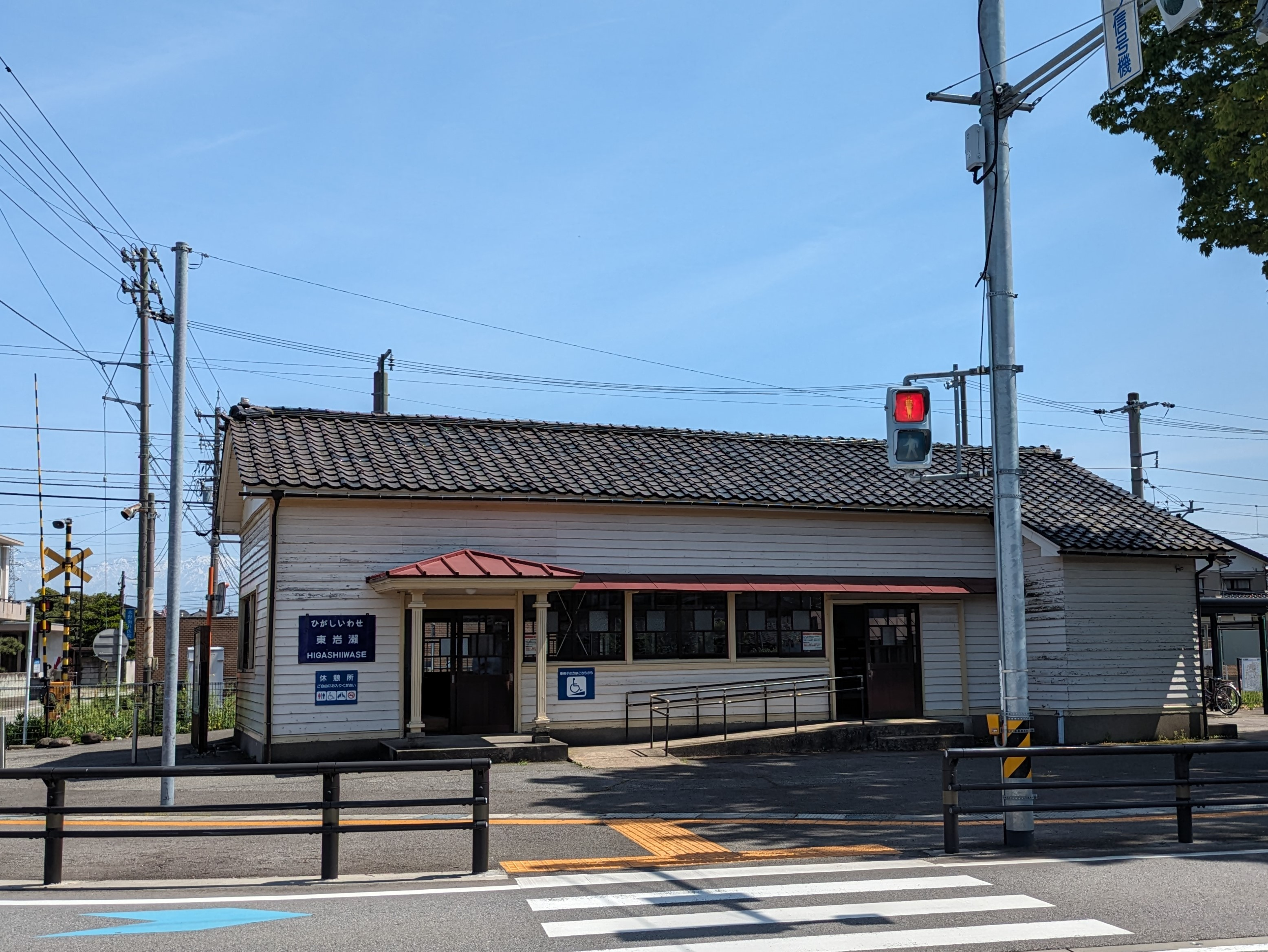
旧駅舎（2024年4月）
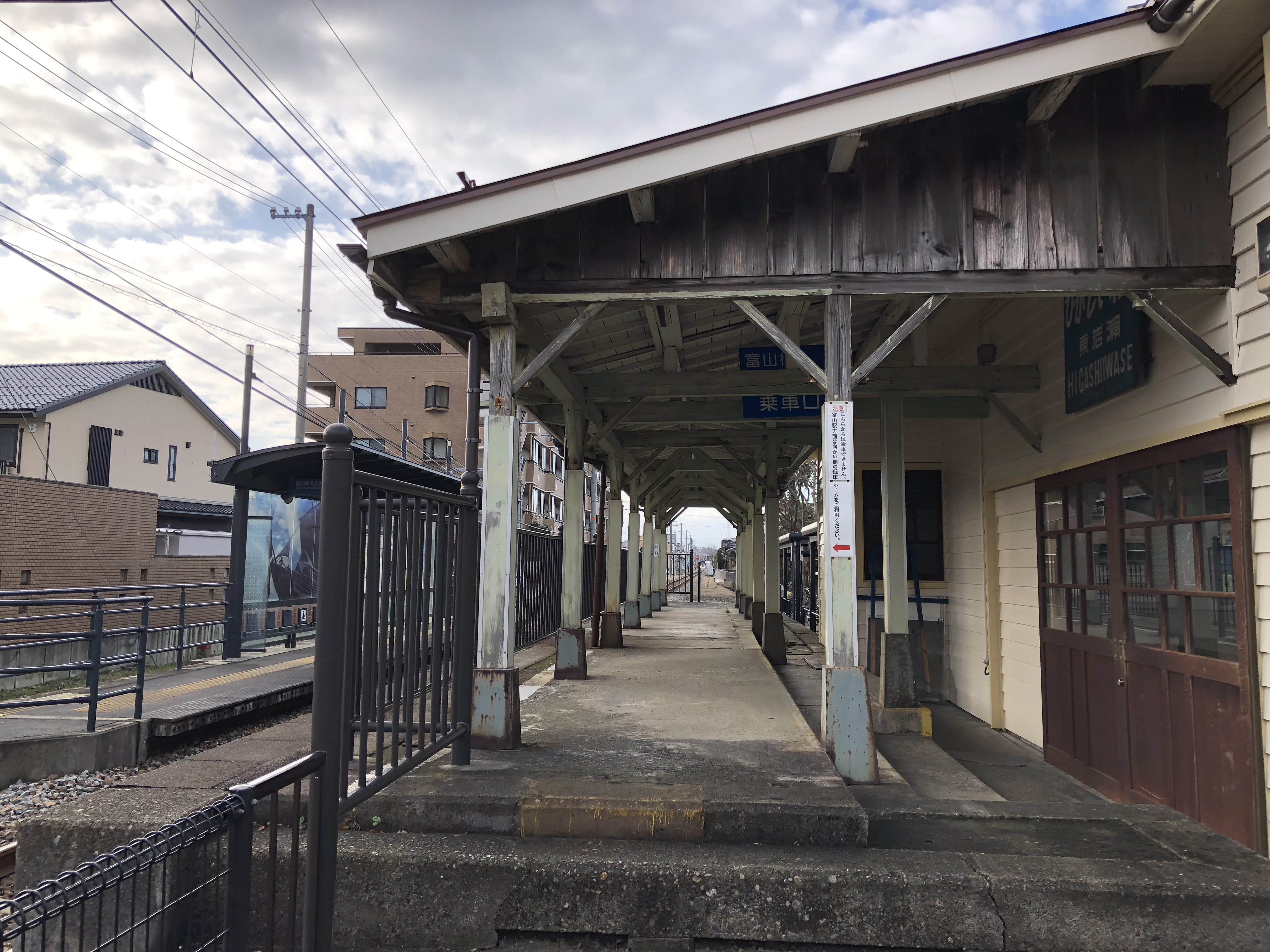
旧ホーム（2018年1月）
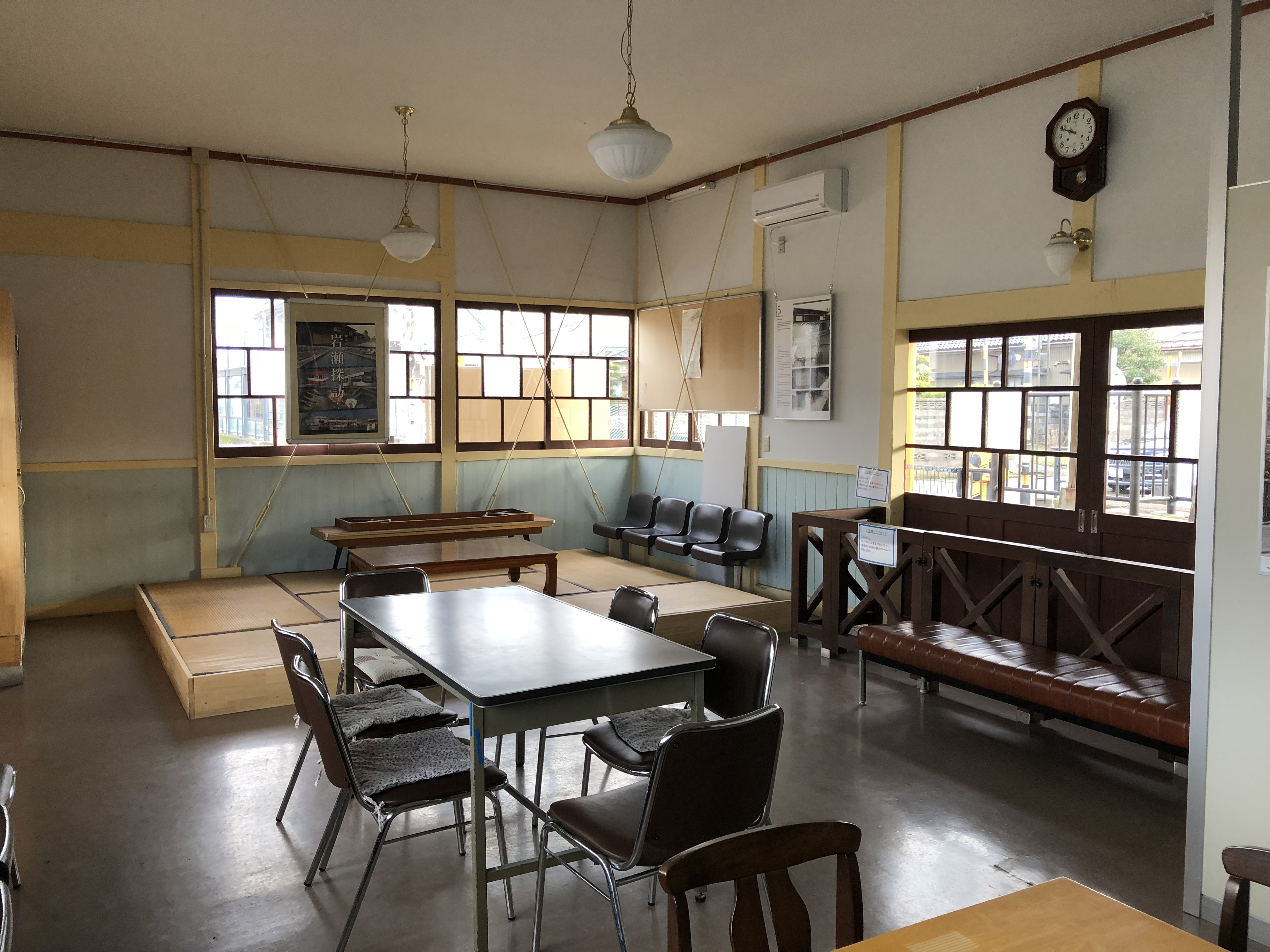
旧駅舎内（2018年1月）

## 貨物取扱

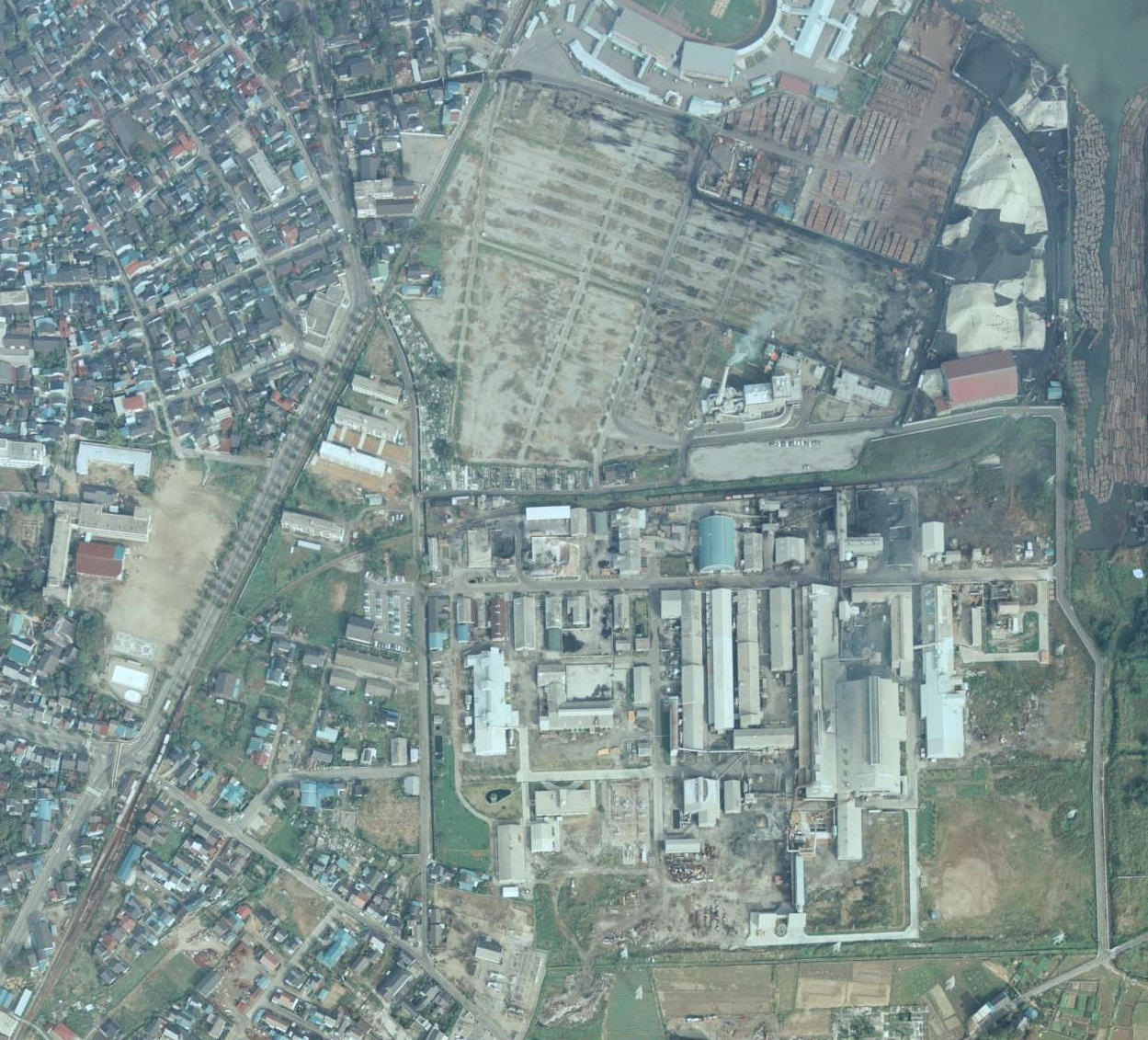
1975年（昭和50年）10月16日撮影の当駅周辺航空写真

当駅における貨物取扱は、1984年（昭和59年）2月1日に廃止された。
1951年（昭和26年）12月15日付『鉄道公報』第732号通報「専用線一覧について（営業局）」別表によると、当駅接続の専用線は次の通りであった。
- 日曹製鋼線（第三者使用：日本通運及び富山通運、動力：国鉄機関車及び手押、作業粁程：0.6粁）

1970年（昭和45年）10月1日現在における当駅接続の専用線は以下の通りであった。
- 大平洋金属線（通運事業者等：日本通運及び富山通運、動力：国鉄機関車、移動機関車及び手押、作業粁程：0.7粁・0.4粁（機関車）、総延長粁程：0.8粁）
- 富山港湾運送（動力：国鉄機関車及び私有機関車、作業粁程：1.0粁・0.4粁（機関車）、総延長粁程：0.7粁、備考：大平洋金属線に接続する）

1983年（昭和58年）4月1日現在における当駅接続の専用線は以下の通りであった。
- 大平洋金属線（通運事業者等：日本通運及び富山通運、動力：国鉄機関車、移動機関車及び手押、作業粁程：0.7粁・0.4粁（機関車）、総延長粁程：0.8粁）
- 富山港湾運送（動力：国鉄機関車及び私有機関車、作業粁程：1.0粁・0.4粁（機関車）、総延長粁程：0.7粁、備考：大平洋金属線に接続する）

## 利用状況
『富山県統計年鑑』によると、当駅における各年度の一日平均乗車人員は以下の通りであった。
| 年度               | 一日平均 乗車人員 |
| ------------------ | ----------------- |
| 2005年（平成17年） | 75                |
| 2004年（平成16年） | 71                |
| 2003年（平成15年） | 80                |
| 2002年（平成14年） | 94                |
| 2001年（平成13年） | 101               |
| 2000年（平成12年） | 122               |
| 1999年（平成11年） | 136               |
| 1998年（平成10年） | 155               |
| 1997年（平成9年）  | 177               |

## 駅周辺
- 富山市立岩瀬小学校
- 富山市立図書館岩瀬分館
- 富山市岩瀬地区センター
- 北前船回船問屋 森家（国指定重要文化財）
- 大平洋ランダム岩瀬工場
- 三菱ケミカル富山事業所

## 隣の駅
富山地方鉄道
■富山港線
萩浦小学校前駅 (C36) - 東岩瀬駅 (C37) - 競輪場前駅 (C38)